# لورانس إتش ليفينغستون
لورانس إتش ليفينغستون (بالإنجليزية: Lawrence H. Livingston)‏ هو ضابط أمريكي، ولد في 5 نوفمبر 1940 في أوهايو في الولايات المتحدة، وتوفي في 28 سبتمبر 2018 في سان دييغو في الولايات المتحدة.